# Creoleon limpidus
Creoleon limpidus is een insect uit de familie van de mierenleeuwen (Myrmeleontidae), die tot de orde netvleugeligen (Neuroptera) behoort. 
Creoleon limpidus is voor het eerst wetenschappelijk beschreven door Kolbe in 1897.